# Phakin Khamwilaisak
Phakin Khamwilaisak (tiếng Thái: ภาคิน คำวิลัยศักดิ์, phiên âm: Pha-khin Kham-vi-lai-sác, sinh ngày 29 tháng 08 năm 1986) còn có nghệ danh là Tono (โตโน่), là một diễn viên, ca sĩ, cầu thủ bóng đá người Thái Lan. Anh được biết đến qua cuộc thi The Star mùa 6 (2010). Nghệ danh của anh là Tono (Tono the Star hoặc Tono the Dust). Anh còn là thành viên chủ chốt và giọng ca chính của nhóm The Dust. Anh được câu lạc bộ bóng đá Ratchaburi Mitr Phol đăng ký thi đấu tại AFC Champions League 2021 với số áo 96.

## Tiểu sử và học vấn
Cha của Phakin đã đặt biệt danh cho anh là "Tono", tên trước đây của anh là Tawan Khamwilaisak (Ta-van Kham-vi-lai-sắc). Sau khi cha qua đời, anh đổi tên thành Phakin (tên tiếng Trung là: 潮惲; tiếng Thái là เจ้าหยุน).
Anh tốt nghiệp trường trung học Khon Kaen Wittayayon ở tỉnh Khon Kaen và tốt nghiệp Cử nhân ngành Kinh doanh Hàng không tại Đại học  Suan Dusit Rajabhat ở Băng Cốc.
Phakin kết hôn với nữ diễn viên Pataratida Patcharawirapong vào năm 2013, họ ly hôn vào năm 2015.

## Sự nghiệp

### Diễn xuất
Năm 2010, Phakin tham gia cuộc thi The Star mùa 6 và lọt vào top 3.
Năm 2011, anh đóng vai chính đầu tiên trong phim truyền hình Reuan Pae (Chuyện tình ven sông). Sau đó, anh tiếp tục đóng chính trong nhiều bộ phim truyền hình như Nang Singh Sabad Chor (2012), Xin còn mãi yêu em (2013), Seu Rissaya (2015), Petchakard Dao Jorn (2016).
Năm 2017, anh tham gia phim The Cupids Series phần Nàng kẹo kéo và chàng nha sĩ, đóng cặp với nữ diễn viên Nuttanicha Dungwattanawanich. Họ có dịp tái hợp vào năm 2021 trong bộ phim Trái tim chàng si tình của đài Channel 3.

### Cầu thủ bóng đá
Tono chính thức trở thành cầu thủ của CLB Ratchaburi vào ngày 20 tháng 6 năm 2021. Theo Siam Sport, Tono là người đầu tiên trong giới giải trí lấn sân sang bóng đá chuyên nghiệp.
Việc Tono ký hợp đồng với CLB Ratchaburi là điều khá bất ngờ khi anh đã bước sang tuổi 35 và chưa từng thi đấu chuyên nghiệp. Trước khi được điền tên vào danh sách dự AFC Champions League, Tono đã có khoảng thời gian tập luyện cùng CLB Ratchaburi. Tại AFC Champions League 2021, CLB Ratchaburi nằm ở bảng G. Đối thủ của họ là Johor Darul Ta'zim (Malaysia), Nagoya Grampus (Nhật Bản) và Pohang Steelers (Hàn Quốc).
Câu lạc bộ
| Câu lạc bộ           | Mùa giải  | Quốc gia      | Quốc gia | Quốc gia | Cúp quốc gia | Cúp quốc gia | Lục địa | Lục địa | AFC Champions League | AFC Champions League | Tổng | Tổng |
| Câu lạc bộ           | Mùa giải  | Giải đấu      | Trận     | Bàn      | Trận         | Bàn          | Trận    | Bàn     | Trận                 | Bàn                  | Trận | Bàn  |
| -------------------- | --------- | ------------- | -------- | -------- | ------------ | ------------ | ------- | ------- | -------------------- | -------------------- | ---- | ---- |
| Ratchaburi Mitr Phol | 2021–22   | Thai League 1 | 0        | 0        | 0            | 0            | 0       | 0       | 0                    | 0                    | 0    | 0    |
| Ratchaburi Mitr Phol | Tổng cộng | Tổng cộng     | 0        | 0        | 0            | 0            | 0       | 0       | 0                    | 0                    | 0    | 0    |

## Đời tư
Năm 2013, Phakin kết hôn với nữ diễn viên Pataratida Patcharawirapong, lớn hơn anh 2 tuổi. Tuy nhiên, hôn nhân của họ bị rạn nứt và ly hôn giữa năm 2015.

## Các phim đã tham gia

### Phim điện ảnh
| Năm  | Tên gốc       | Tên tiếng Việt | Vai  | Đóng với            |
| ---- | ------------- | -------------- | ---- | ------------------- |
| 2013 | Love Syndrome | Yêu là yêu     | Arm  | Kanpitcha Pitchayod |
| 2013 | The Way       | Con đường      |      | Wannarot Sonthichai |
| 2017 | Som Pak Sian  |                | Sian | Rungrat Mengpanit   |
| 2021 | Som Pla Noi   |                | Noi  | Eisaya Hosuwan      |

### Phim truyền hình
| Năm  | Tên gốc                               | Tên tiếng Việt                                  | Vai                 | Đóng với                                                         | Đài     | Kênh chiếu tại VN          |
| ---- | ------------------------------------- | ----------------------------------------------- | ------------------- | ---------------------------------------------------------------- | ------- | -------------------------- |
| 2010 | Nut Kub Nut                           |                                                 | Nott                | Anattapol Sirichumsaeng, Sukrit Wisedkaew và Ruangrit Siripanich | CH9     |                            |
| 2011 | Karm Wayla Ha Ruk                     | Vượt thời gian đi tìm tình yêu                  | Kit                 | Punwarot Duaysienklao                                            | CH5     | Let's Viet                 |
| 2011 | Reuan Pae                             | Chuyện tình ven sông                            | Kaew                | Butsakon Tantiphana                                              | CH5     | Let's Viet                 |
| 2011 | Bu Ngah Na Fon                        | Giông bão tình thù                              | Navit Teapsuttipong | Siriphitchaya Wisitwaithayakul                                   | CH5     | Let's Viet                 |
| 2012 | Look Phi Look Nong                    |                                                 | Thanwa              | Napat Injaiuea                                                   | CH9     |                            |
| 2012 | Nang Singh Sabad Chor                 | Nữ hiệp áo đen                                  | Yong                | Wannarot Sonthichai                                              | CH5     | Let's Viet                 |
| 2013 | Buang Wan Wan                         | Xin còn mãi yêu em                              | Chud / Yot          | Warattaya Nilkuha                                                | CH5     | TodayTV                    |
| 2013 | Peak Marn                             | Mẹ chồng rắc rối                                | Lansieu             | Sornram Teppitak & Ornjira Larmwilai                             | CH5     | Let's Viet                 |
| 2015 | Seu Rissaya                           | Đoạt tình                                       | Saran               | Charebelle Lanlalin                                              | One 31  | SCTV Phim Tổng hợp         |
| 2015 | Hua Jai Mee Ngao                      | Linh hồn báo thù                                | Kawee Wongkiatanant | Manussanan Panlertwongsakul                                      | One 31  | Giải Trí TV - VTVcab1      |
| 2016 | Yoo Tee Rao                           |                                                 | Ton                 |                                                                  | LINE TV |                            |
| 2016 | Petchakard Dao Jorn                   | Định mệnh chết chóc                             | Leng                | Ratchawin Wongviriya                                             | One 31  | YouTube PhimTV             |
| 2017 | The Cupid Series: Karmmathep Sorn Kol | The Cupids Series: Nàng kẹo kéo và chàng nha sĩ | Saran               | Nuttanicha Dungwattanawanich                                     | CH3     | Chuồn chuồn cánh sen (sub) |
| 2018 | Wayu Pahuyut                          |                                                 | Mawin               | Alisa Kunkwaeng                                                  | One 31  |                            |
| 2021 | Duang Jai Nai Montra                  | Trái tim chàng si tình                          | Pachara             | Nuttanicha Dungwattanawanich                                     | CH3     | Annie Cat (sub)            |
| 2021 | Prajan See Daeng                      | Trăng máu                                       | Sama                | Oranate D. Caballes                                              | One 31  | Chuồn chuồn cánh sen (sub) |
| 2022 | Wiwah Fah Laeb                        | Hôn lễ chớp nhoáng                              | Pokpong             | Fonthip Watcharatrakul                                           | One 31  | SCTV6 - Fim360             |

### Nhạc kịch
| Năm  | Tựa đề                                                | Với                                         |
| ---- | ----------------------------------------------------- | ------------------------------------------- |
| 2010 | หงส์เหนือมังกร เดอะมิวสิคัล (Hong Nuea Mangkon the Musical) | Suthasinee Buddhinan và Preeti Barameeanant |

### Quảng cáo
- รถจักรยานยนต์ YAMAHA FINO ร่วมกับ เรืองฤทธิ์ ศิริพานิช
- โฟมล้างหน้า พรีเมียร์ซอฟ
- สมาร์ทโฟน HTC
- นมถั่วเหลือง ไวตามิลค์
- เครื่องดื่ม est
- Koncept เฟอร์นิเจอร์
- All Cafe 7Eleven

## Âm nhạc
| Năm  | Tựa đề                                                                   | Ngày phát hành                         |
| ---- | ------------------------------------------------------------------------ | -------------------------------------- |
| 2010 | Album đặc biệt: The Star 6                                               | Ngày 19 tháng 6 năm 2010               |
| 2010 | Concert: The Star 6                                                      | Ngày 25 tháng 6 năm 2010               |
| 2010 | Concert: Devils & Divas Comedy (khách mời)                               | Trực tiếp: Ngày 19-20 tháng 5 năm 2010 |
| 2011 | Album nhạc phim: Musical on TV - Karm Wayla Ha Ruk                       | Ngày 11 tháng 5 năm 2011               |
| 2011 | Concert: Premier Soft Premium                                            |                                        |
| 2011 | Concert: Love (khách mời)                                                |                                        |
| 2011 | Concert: Gun Napat Injaieua (khách mời)                                  |                                        |
| 2012 | Concert: Ritz Rueangrit Siriphanit Party (khách mời)                     |                                        |
| 2012 | Đĩa đơn: Ba Kit Teng                                                     |                                        |
| 2013 | Bài hát: จะหยุดเวลาได้ไหม (Official MV) TONO & The DUST                    | Ngày 16 tháng 4 năm 2013               |
| 2013 | Nhạc phim: L.O.V.E MV Nhạc phim LoveSyndrome รักโง่ๆ                       | Ngày 22 tháng 9 năm 2013               |
| 2014 | Concert: The Star - 10 Years of Love                                     | Ngày 27-29 tháng 6 năm 2014            |
| 2015 | Concert: 7 Wonders                                                       | Ngày 4 tháng 7 năm 2015                |
| 2021 | MV: เพื่อดาวดวงนั้น / Peua Dao Duang Nun Tono ft. The Stars (The Star Theme) | Ngày 18 tháng 8 năm 2021               |

### Ca khúc nhạc phim
- คนเลวก็มีหัวใจ / Kon Laew Gor Me Hua Jai (Chuyện tình ven sông)
- มันถูกกำหนดไว้แล้ว / Mun Took Gum Not Wai Laeo (Giông bão tình thù)
- รักเธออยู่ดี / Ruk Tur Yoo Dee (Cô giúp việc đáng yêu)
- คนที่เธอไม่ควรเผลอใจ / Kon Tee Tur Mai Kuan Plur Jai (Mẹ chồng rắc rối)
- อยากเป็นคนที่ทำให้เธอรู้สึกดี / Yahk Bpen Kon Tee Tum Hai Tur Roo (Trời trăng sao và em)
- เพิ่งรู้หัวใจตัวเอง / Perng Roo Hua Jai Dtua Eng (Sự quyến rũ xấu xa)
- คนเดิม / Kon Derm (Linh hồn báo thù)
- ยังไงก็โดน / Yung Ngai Gor Dohn (Petchakard Dao Jorn)
- หลอมละลาย / Laum Lalai (Mộng uyên ương)
- ขอบคุณ / Kahp Koon (Công tử về vườn)
- เพลง พรหมลิขิตมั้ง / Prom Likit Mung (Thần mai mối: Nàng kẹo kéo và chàng nha sĩ)
- ถ้าไร้เธอ / Dtah Rai Tur (Trái tim chàng si tình)
- บนเส้นด้าย / Bon Sen Dai (Trăng máu)
- สัตว์ร้าย  / Sut Rai ft. EBOLA (Trăng máu)